# Solonceni
Solenceni est une commune du district de Rezina, en Moldavie . Elle est composée de deux villages, Solenceni et Tarasova.

## Superficie
Solenceni à une superficie de 31,90 kilomètres carrés.

## Démographie
En 2024, Solenceni comptait 874 habitants.